# St. Pantaleon (Hochneukirch)

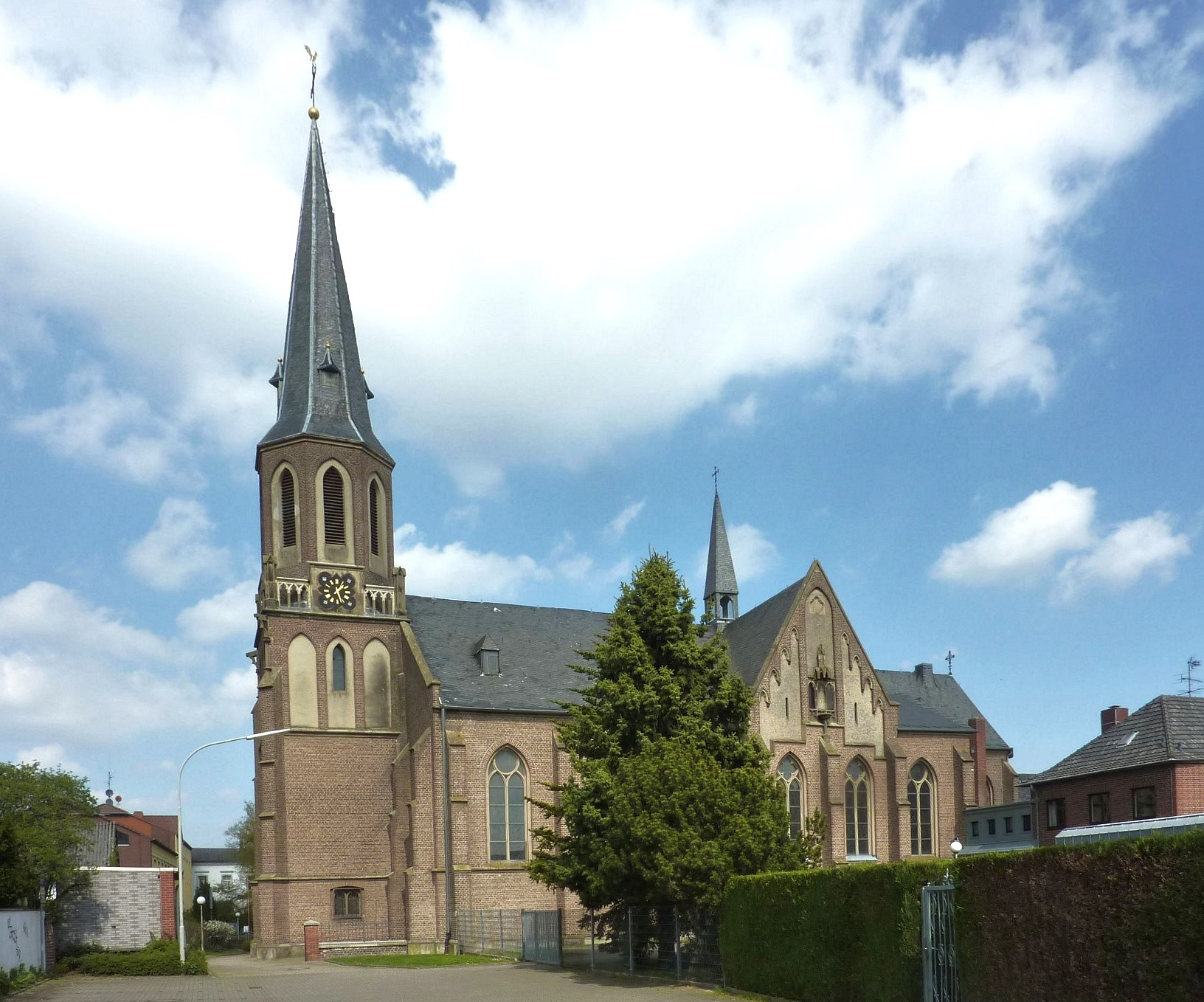
St. Pantaleon in Hochneukirch

St. Pantaleon ist die römisch-katholische Pfarrkirche von Hochneukirch, einem Ortsteil der Stadt Jüchen im Rhein-Kreis Neuss.
Das unter Nummer 015 in die Liste der Baudenkmäler in Jüchen eingetragene Bauwerk ist dem hl. Märtyrer Pantaleon gewidmet. Zur Pfarrei gehört die Filialkirche St. Simon und Judas Thaddäus in Otzenrath.

## Geschichte
Eine Kirche in Hochneukirch wurde erstmals um das Jahr 1308 im Liber valoris erwähnt. Bis ins 14. Jahrhundert war Hochneukirch Filialgemeinde der Heilig-Kreuz-Pfarre Keyenberg und wurde dann eigenständige Pfarrei. Im Jahr 1678 brannten die oberen Geschosse des Glockenturmes ab und 1701 stürzte das Langhaus ein. Der Turm wurde 1724 instand gesetzt. In der Zwischenzeit wurde vermutlich auch das Langhaus wiederhergestellt, jedoch war bereits 1728 das Kirchenschiff wieder marode.
In den 1860er Jahren beschloss man den Bau eines neuen Gotteshauses, der zwischen 1869 und 1870 nach Plänen des Kölner Architekten Heinrich Nagelschmidt an Stelle der alten Kirche errichtet wurde. Die Grundsteinlegung fand am 29. Juni 1869 statt.

## Architektur
St. Pantaleon ist eine dreischiffige Backsteinhallenkirche im Baustil der Neugotik. Dem fünfjochigen Langhaus ist im Westen der viergeschossige Glockenturm vorgebaut. Die unteren drei Geschosse sind quadratisch, das oberste Geschoss bildet ein Achteck. Im Untergeschoss befindet sich das Hauptportal. Das vierte Joch des Langhauses ist doppelt so breit, wie die restlichen Joche. So bildet es ein Pseudoquerschiff, welches die gleiche Breite wie das Langhaus aufweist. Von Außen ist es nur über den Quergiebel und den Dachreiter zu erkennen. Das fünfte Joch weist die gleichen Maße wie die westlichen Joche auf. An das Langhaus schließen sich als Abschlusspunkte der beiden Seitenschiffe zwei dreiseitige Chorschlüsse an und in der Mitte schließt der zweijochige Chor an, der ebenfalls mit einem dreiseitigen Chorschluss schließt. Das Gesamte Bauwerk wird von Kreuzrippengewölben überspannt.

## Ausstattung
Im Innenraum haben sich Teile der neugotischen Ausstattung erhalten, so der Hochaltar, das Triumphkreuz und die bunt bemalten Heiligenfiguren.
Von den nach einem Entwurf von Franz Xaver Reuter im Jahr 1916 geschaffenen Fenstern überstand lediglich eines im nördlichen Seitenschiff den Zweiten Weltkrieg.
Die Buntglasfenster des Langhauses schuf Maria-Veronica Heiner de Rincon im Jahr 1966, die Fenster im Chor schuf Wilhelm Heiner im Jahr 1961.

## Glocken
| Nr. | Name      | Durchmesser (mm) | Masse (kg, ca.) | Schlagton (HT-1/16) | Gießer                                     | Gussjahr |
| 1   | Josef     | 1.235            | 1.364           | e' +4               | Br. Michael Reuther OSB, Abtei Maria Laach | 2007     |
| 2   | Maria     | 1.120            | 1.000           | g' +5               | Johan von Venlo                            | 1448     |
| 3   | Pantaleon | 973              | 580             | a' +3               | Johan von Venlo                            | 1448     |

Motiv: Te Deum

## Pfarrer
Folgende Priester wirkten bislang als Pastor an St. Pantaleon
- 1919–1945: Heinrich Kipper
- 1946–1951: Wilhelm von den Driesch
- 1951–1960: Heinrich Vieth
- 1960–1971: Adolf Kursawa
- 1971–1999: Wolfgang Esser
- 1999–2008: Hans-Peter Jeandreé
- Seit 2009: Franz-Karl Bohnen